# Wybory prezydenckie w Portugalii w 2021 roku

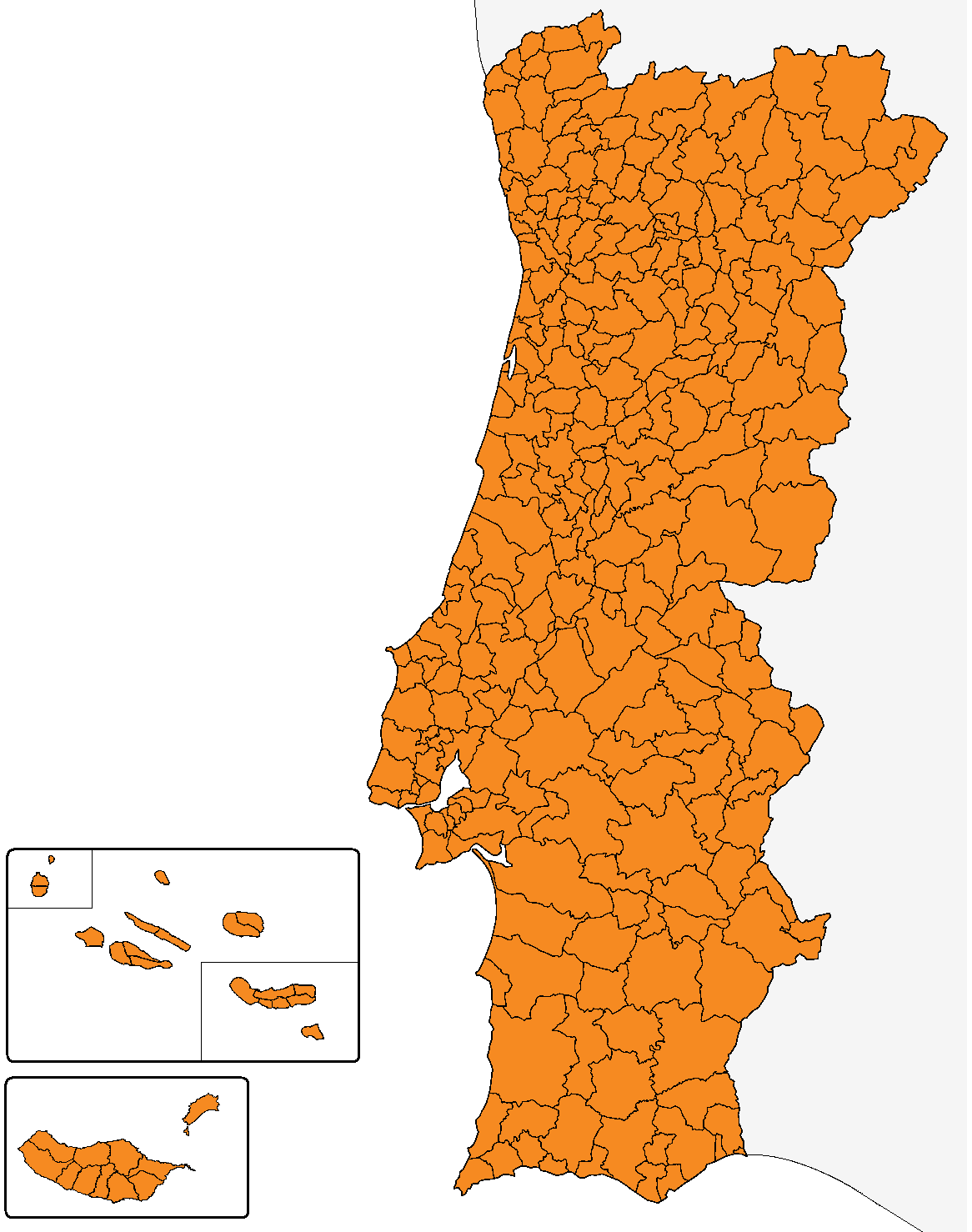
Zwycięzcy w poszczególnych gminach: pomarańczowy – Marcelo Rebelo de Sousa, który wygrał we wszystkich gminach

Wybory prezydenckie w Portugalii w 2021 roku odbyły się w niedzielę 24 stycznia 2021. Ubiegający się o reelekcję prezydent Marcelo Rebelo de Sousa zwyciężył ponownie w pierwszej turze głosowania. Frekwencja wyniosła 39,26%.

## Kandydaci
Faworytem wyborów od początku był Marcelo Rebelo de Sousa, wspierany ponownie przez Partię Socjaldemokratyczną oraz Partię Ludową. Rządząca Partia Socjalistyczna nie wystawiła własnego kandydata. Należąca do PS Ana Gomes kandydowała jako niezależna z poparciem ugrupowań ekologicznych PAN i LIVRE. O urząd prezydenta ubiegali się także m.in. lider prawicowej partii Chega André Ventura oraz eurodeputowani João Manuel Ferreira z Portugalskiej Partii Komunistycznej i Marisa Matias z Bloku Lewicy.

## Wyniki wyborów
| Kandydat                | Głosy (tys.) | %    |
| ----------------------- | ------------ | ---- |
| Marcelo Rebelo de Sousa | 2532         | 60,7 |
| Ana Gomes               | 541          | 13,0 |
| André Ventura           | 498          | 11,9 |
| João Manuel Ferreira    | 180          | 4,3  |
| Marisa Matias           | 165          | 4,0  |
| Tiago Mayan Gonçalves   | 135          | 3,2  |
| Vitorino Silva          | 123          | 3,0  |
| Razem                   | 4258         | 100  |